# Pachyceramyia engimatica
Pachyceramyia engimatica är en tvåvingeart som beskrevs av Albuquerque 1955. Pachyceramyia engimatica ingår i släktet Pachyceramyia och familjen husflugor. Inga underarter finns listade i Catalogue of Life.